# Casa Condeminas
La Casa Condeminas fue construida a mediados del siglo XIX, hacia 1860, y reformada a principios del siglo XX. A pesar de ocupar una sola parcela, el edificio está formado por dos construcciones muy diferenciadas.

## Historia
La Casa Condeminas tiene dos fachadas. Una, modernista, que da al paseo de Colom, 11, y otra que da a la calle de la Mercè, 20-24, de Barcelona.
La fachada más antigua, en la calle de la Mercè 20-24, es una construcción sobria, con una clara tipología atribuible a un maestro de obra. Los planos están firmados por Felip Ubach –prolífico arquitecto de la época–. Esta fachada tiene seis niveles de altura (planta baja + 5), uno menos que la fachada del paseo de Colom. En la planta baja se  pueden ver seis aperturas de las cuales dos son accesos a negocios o locales comerciales y las restantes son ventanas de esos mismos locales. En el resto de plantas se  ven seis aperturas por nivel alienadas verticalmente. En lo alto de todo de la fachada hay seis aperturas o ventanas conejeras en forma rectangular que dejan entrever la presencia de una cámara de aire.[cita requerida]
La compañía Centro de Navieros Aseguradores fue la promotora de la reforma del edificio a principios del siglo XX para instalar su oficina principal. El encargo recayó en el arquitecto Josep Pujol i Brull, y las obras se iniciaron en el 1902. La reforma supuso numerosos cambios estructurales y decorativos. Además de añadir la decoración modernista presente en la fachada, en la entrada desde el paseo de Colón y en los interiores de las viviendas, la obra cambió el acceso a la finca, que pasó a producirse por el paseo de Colón, reurbanizado tras el derribo de la muralla de mar con motivo de las obras para la Exposición Universal de 1888. Otras modificaciones fueron una nueva distribución de las aperturas de la planta baja del paseo, la construcción de una escalera de acceso independiente al piso principal y el levantamiento de una nueva planta.[cita requerida]
El piso principal fue ocupado primero por el Centro de Navieros Aseguradores y, posteriormente, por la agencia marítima Condeminas. El Centro de Navieros Aseguradores siguió ocupando la planta baja. En cuanto a los pisos superiores estuvieron dedicados a viviendas hasta la década de los 70. En 1943 fue necesario realizar obras de consolidación de las dependencias de la azotea a consecuencia de los daños provocados por los bombardeos de la Guerra Civil por la aviación franquista. En el año 1975 se instaló un ascensor.[cita requerida]
En el transcurso de la segunda mitad del siglo XX las viviendas pasaron a ser ocupadas por oficinas. Esto provocó varias modificaciones y el deterioro de buena parte de los elementos modernistas originales.[cita requerida]

### Hotel y pisos de lujo
A mediados del 2015, Manel Adell, antiguo consejero delegado de Desigual, adquirió  el edificio entero para convertirlo en un hotel. En 2016, con la llegada de Ada Colau a la alcaldía de Barcelona, se decretó una moratoria hotelera en toda la ciudad y el proyecto quedó paralizado. A finales del 2016, muchos propietarios de edificios afectados por la moratoria hotelera decretada por el Ayuntamiento de Barcelona, decidieron cambiar el destino de la propiedad al uso residencial. Este es el caso de la Casa Condeminas.
En 2019 Manel Adell encarga a la empresa Uniq Residential la dirección de las obras de restauración del edificio para destinarlo a pisos de lujo y su posterior comercialización.[cita requerida]
El inmueble está catalogado como Bien Cultural de Interés Local con un nivel de protección B.

## Arquitectura modernista
La fachada del paseo de Colón «tiene una estructura vertical dividida en tres cuerpos a partir del piso principal, separados por unas pilastras de estuco imitando sillares. El cuerpo central se eleva con una cabecera decorada con un gran panel esculpido, de temática vegetal. Cabe destacar el balcón noble, de piedra calada igual que los balcones centrales de los pisos segundo y tercero. El resto de barandillas son de hierro forjado».
La gran portalada de acceso al inmueble presenta forma de arco rebajado, con una moldura especialmente decorada con motivos florales que se repiten y está coronada por una gran ménsula que también parece sostener el voladizo del balcón del piso principal.
En la entrada al inmueble  podemos ver elementos que se mantienen de la reforma modernista del 1902 y que son muy singulares. A la derecha destaca la garita del conserje tallada en madera con una rica ornamentación con motivos florales. También hay vidrios emplomados en el coronamiento y vidrio esmerilado en la puerta de acceso. Al entrar destaca en el forjado con más motivos decorativos. El corredor que lleva hasta el ascensor conserva también numerosos elementos decorativos. Aquí encontramos una bancada de madera con baldosas vidriadas con girasoles como elemento decorativo.[cita requerida]
En el entresuelo destaca la escalinata con escalones de piedra que lleva al piso principal. Tiene una barandilla de forja que incluye un dragón también hecho con forja situado a los pies de la escalinata.[cita requerida]
Del edificio original del 1860 no se conservan elementos singulares, más allá de la composición de la fachada de la calle de la Mercè y algunas vigas de madera donde se aprecian restos de decoración pictórica sin valía.[cita requerida]

## Galería

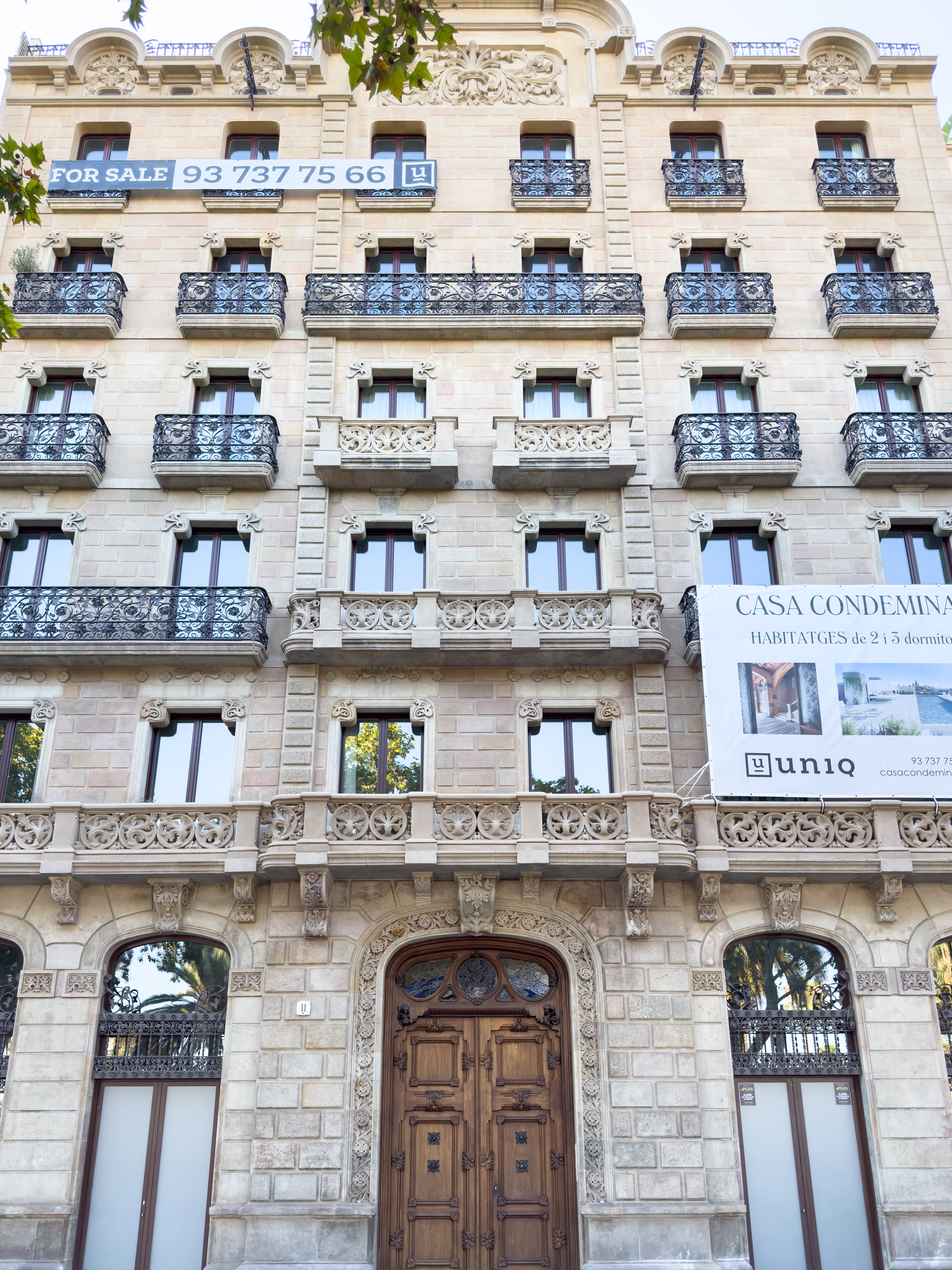
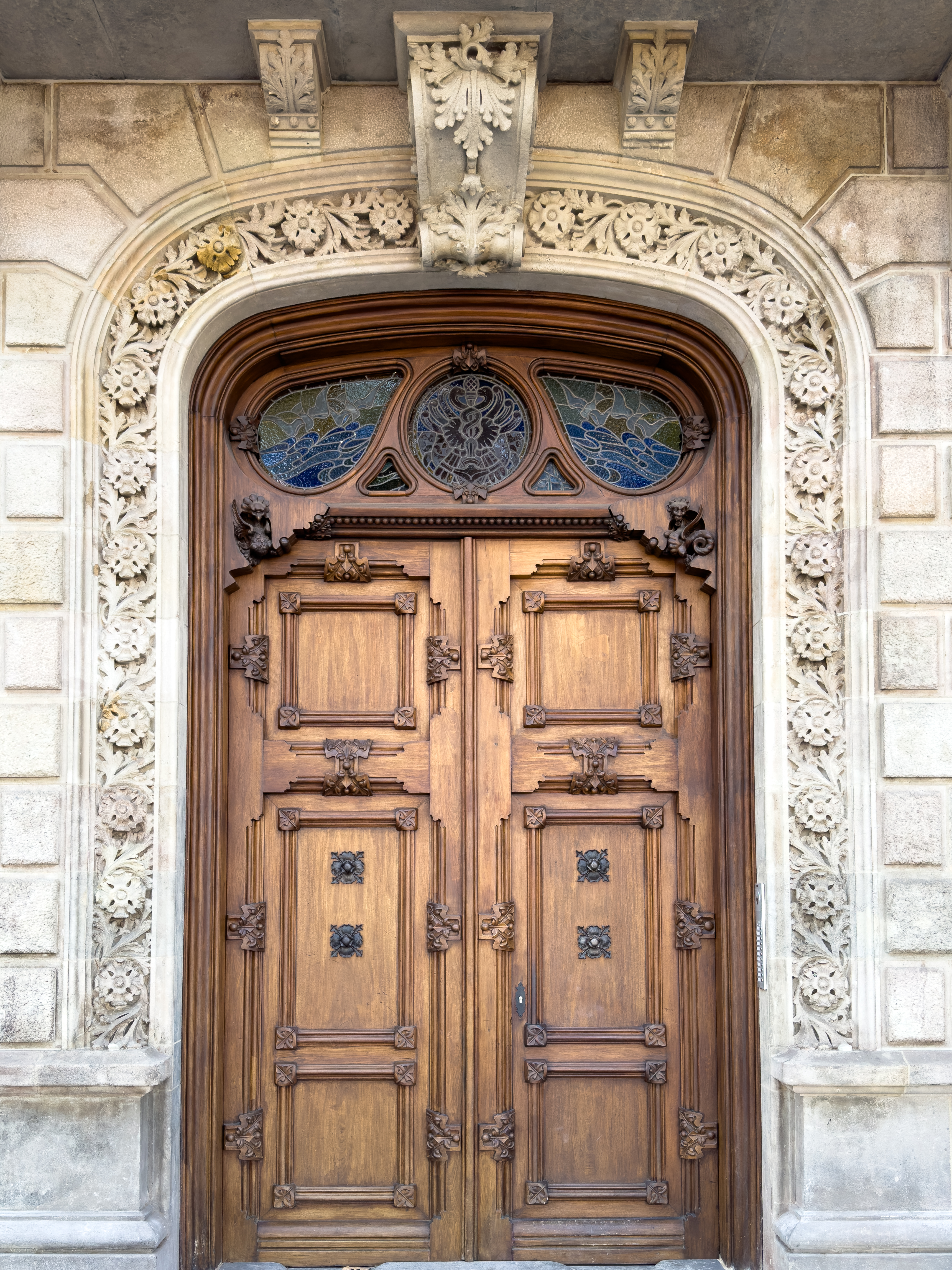
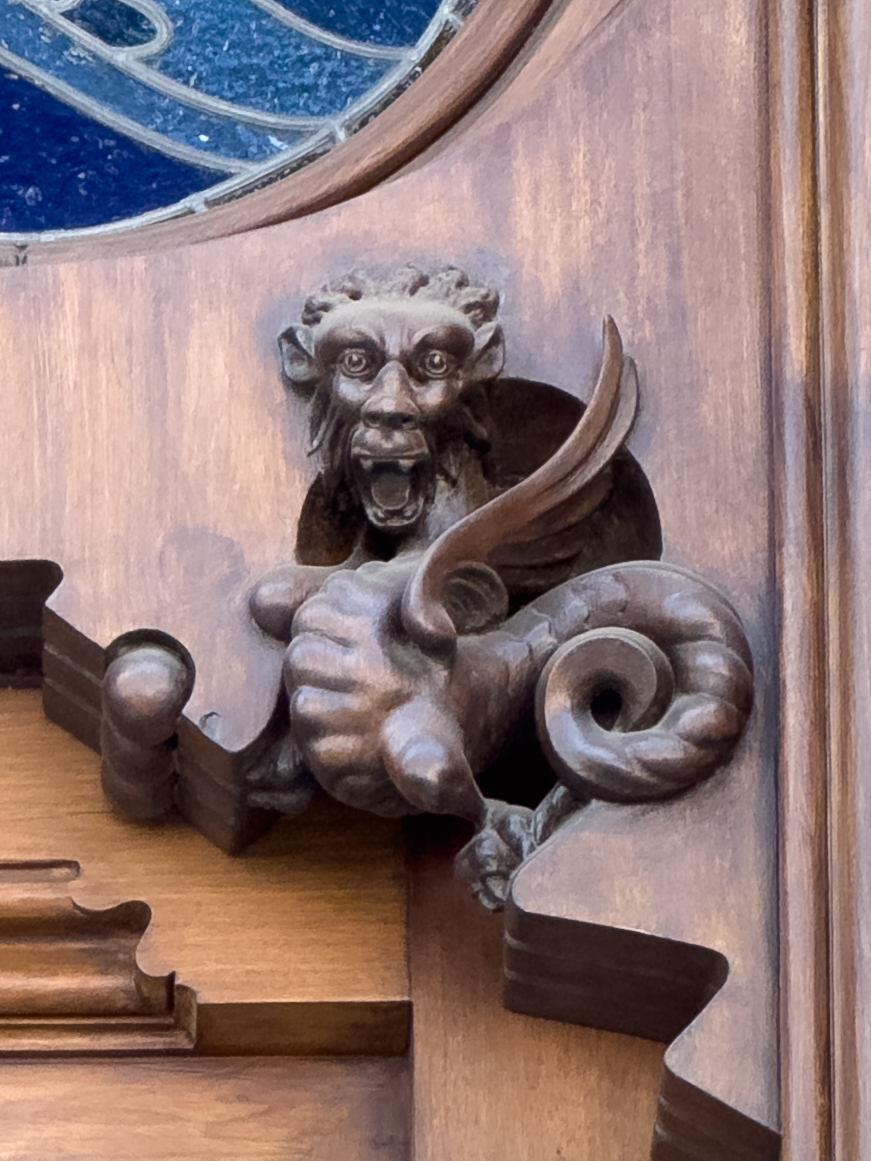
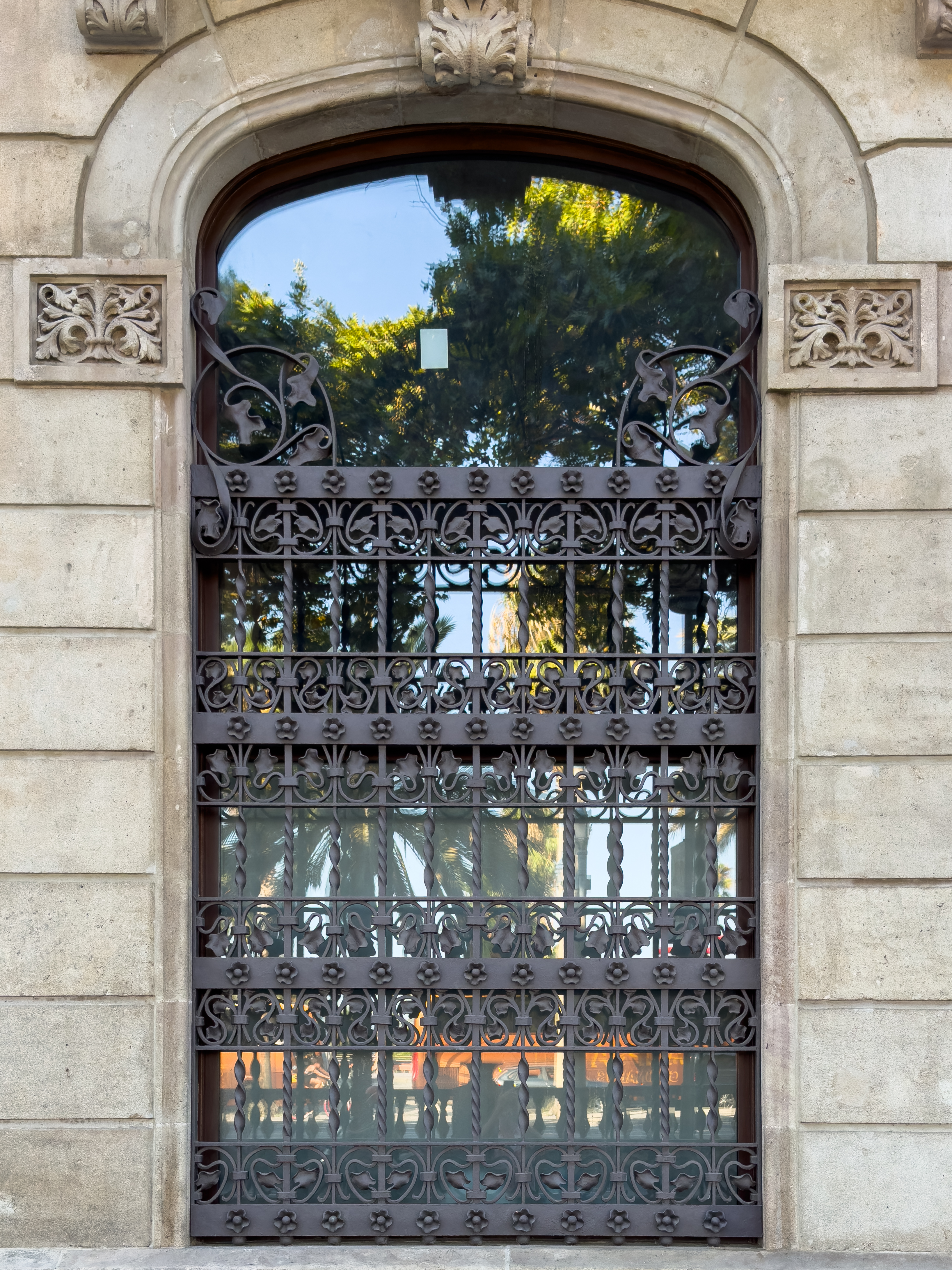